# إيما هاميلتون
إيما هاميلتون (بالإنجليزية: Emma Hamilton)‏ هي ممثلة أسترالية، ولدت في 1984 بملبورن في أستراليا.

## وصلات خارجية
- إيما هاميلتون على موقع IMDb (الإنجليزية)
- إيما هاميلتون على موقع قاعدة بيانات الفيلم (الإنجليزية)